# JMeter
Apache JMeter（アパッチ ジェイメーター）はApacheソフトウェア財団にて開発されているソフトウェアで、クライアントサーバシステムのパフォーマンス測定および負荷テストを行うJavaアプリケーションである。HTTPレスポンスの内容の妥当性を判定することもできるため、パフォーマンステストのみならず、機能テストに使用することも可能である。
当初はJakarta Projectにて開発されていたが、2011年にApacheのトップレベルプロジェクトに昇格した。
オープンソースかつ多数の機能を備えていることから、WebアプリケーションおよびWebサーバの性能測定に広く利用されている。
JMeterはHTTP以外にも次のサーバの単体テストとしても使うことができる。
- JDBCを介したデータベースJDBC[※ 1]
- FTP（File Transfer Protocol）[※ 2]
- LDAP[※ 3]
- Webサービス[※ 4]
- JMS（Java Message Service）[※ 5]
- TCP接続
- メール

JMeterはJMXを使ったモニタとしても構成できる。一般的に高度な監視ソリューションではなくアドホックなソリューションと見なされている。
JMeterは負荷生成 ("load generation") ツールに分類される。これはツールの全体的な解説ではない。JMeterは
- 可変パラメータ
- 受信データに誤りがないことを保証するアサーション
- スレッド単位のクッキー
- 変数の設定
- さまざまなレポート

をサポートする。
JMeterはプラグインアーキテクチャに基づいている。ほとんどの機能はプラグインで実装されている。プロジェクト外の開発者もカスタムプラグインを作成することで、ビルドせずにJMeterを拡張できる。